# Diocesi di Franceville
La diocesi di Franceville (in latino Dioecesis Francopolitana in Gabone) è una sede della Chiesa cattolica in Gabon suffraganea dell'arcidiocesi di Libreville. Nel 2021 contava 106.430 battezzati su 367.480 abitanti. È retta dal vescovo Ephrem Ndjoni.

## Territorio
La diocesi comprende le province gabonesi di Haut-Ogooué e Ogooué-Lolo.
Sede vescovile è la città di Franceville, dove si trova la cattedrale di Sant'Ilario.
Il territorio è suddiviso in 17 parrocchie.

## Storia
La diocesi è stata eretta il 5 ottobre 1974 con la bolla Animarum utilitati di papa Paolo VI, ricavandone il territorio dalla diocesi di Mouila.

## Cronotassi dei vescovi
Si omettono i periodi di sede vacante non superiori ai 2 anni o non storicamente accertati.
- Félicien-Patrice Makouaka † (5 ottobre 1974 - 8 novembre 1996 ritirato)
- Timothée Modibo-Nzockena † (8 novembre 1996 - 24 marzo 2016 deceduto)[1]
- Jean-Patrick Iba-Ba (4 novembre 2017 - 12 marzo 2020 nominato arcivescovo di Libreville)[2]
  - Sede vacante (2020-2022)
- Ephrem Ndjoni, dal 25 luglio 2022

## Statistiche
La diocesi nel 2021 su una popolazione di 367.480 persone contava 106.430 battezzati, corrispondenti al 29,0% del totale.
| anno | popolazione | popolazione | popolazione | presbiteri | presbiteri | presbiteri | presbiteri                | diaconi | religiosi | religiosi | parrocchie |
| anno | battezzati  | totale      | %           | numero     | secolari   | regolari   | battezzati per presbitero | diaconi | uomini    | donne     | parrocchie |
| ---- | ----------- | ----------- | ----------- | ---------- | ---------- | ---------- | ------------------------- | ------- | --------- | --------- | ---------- |
| 1980 | 59.145      | 100.995     | 58,6        | 22         | 2          | 20         | 2.688                     |         | 24        | 14        | 9          |
| 1990 | 66.003      | 206.000     | 32,0        | 13         | 2          | 11         | 5.077                     |         | 12        | 22        | 11         |
| 1999 | 82.104      | 287.000     | 28,6        | 16         | 3          | 13         | 5.131                     |         | 13        | 22        | 11         |
| 2000 | 91.411      | 261.050     | 35,0        | 24         | 8          | 16         | 3.808                     |         | 16        | 23        | 23         |
| 2001 | 99.401      | 261.050     | 38,1        | 18         | 7          | 11         | 5.522                     |         | 11        | 21        | 11         |
| 2002 | 199.401     | 356.780     | 55,9        | 20         | 9          | 11         | 9.970                     |         | 11        | 21        | 11         |
| 2003 | 82.105      | 287.000     | 28,6        | 24         | 11         | 13         | 3.421                     |         | 13        | 24        | 11         |
| 2004 | 82.150      | 287.045     | 28,6        | 23         | 9          | 14         | 3.571                     |         | 16        | 24        | 12         |
| 2006 | 83.162      | 287.045     | 29,0        | 22         | 8          | 14         | 3.780                     |         | 17        | 26        | 12         |
| 2007 | 83.152      | 294.000     | 28,3        | 24         | 8          | 16         | 3.464                     | 2       | 18        | 27        | 12         |
| 2013 | 93.100      | 323.000     | 28,8        | 27         | 11         | 16         | 3.448                     |         | 28        | 23        | 15         |
| 2016 | 97.161      | 337.111     | 28,8        | 29         | 12         | 17         | 3.350                     |         | 23        | 30        | 17         |
| 2019 | 104.000     | 359.100     | 29,0        | 36         | 22         | 14         | 2.888                     |         | 16        | 23        | 17         |
| 2021 | 106.430     | 367.480     | 29,0        | 30         | 14         | 16         | 3.547                     |         | 16        | 28        | 17         |